# فرودگاه کلیرواتر ریور
فرودگاه کلیرواتر ریور (به انگلیسی: Clearwater River Airport) یک فرودگاه خصوصی است که یک باند فرود چمن دارد و طول باند آن ۱۰۰۶ متر است. این فرودگاه در کشور کانادا قرار دارد و در ارتفاع ۱۲۵۰ متری از سطح دریا واقع شده‌است.